# Le Grand-Bornand
Le Grand-Bornand és un municipi del departament de l'Alta Savoia i la regió d'Alvèrnia-Roine-Alps. És conegut per l'estació d'esquí i com a centre d'esports d'hivern. A l'agost s'hi celebra un dels més grans festivals de teatre infantil i juvenil, Au bonheur des Mômes.